# Felix Auböck
Felix Auböck, född 19 december 1996, är en österrikisk simmare.

## Karriär
Auböck tävlade för Österrike vid olympiska sommarspelen 2016 i Rio de Janeiro, där han blev utslagen i försöksheatet på 200, 400 och 1 500 meter frisim.
I maj 2021 vid EM i Budapest tog Auböck silver på 400 meter frisim med tiden 3.44,63. Vid OS i Tokyo 2021 tävlade Auböck i tre grenar. Han tog sig till final och slutade på delad fjärde plats på 400 meter frisim. Auböck tog sig även till final på 800 meter frisim och 1 500 meter frisim och slutade i båda grenarna på sjunde plats. I december 2021 vid kortbane-VM i Abu Dhabi tog Auböck guld på 400 meter frisim.
I augusti 2022 vid EM i Rom tog Auböck brons på 200 meter frisim. Vid EM 2024 i Belgrad tog han guld på 400 meter frisim.